# Фейсконтроль

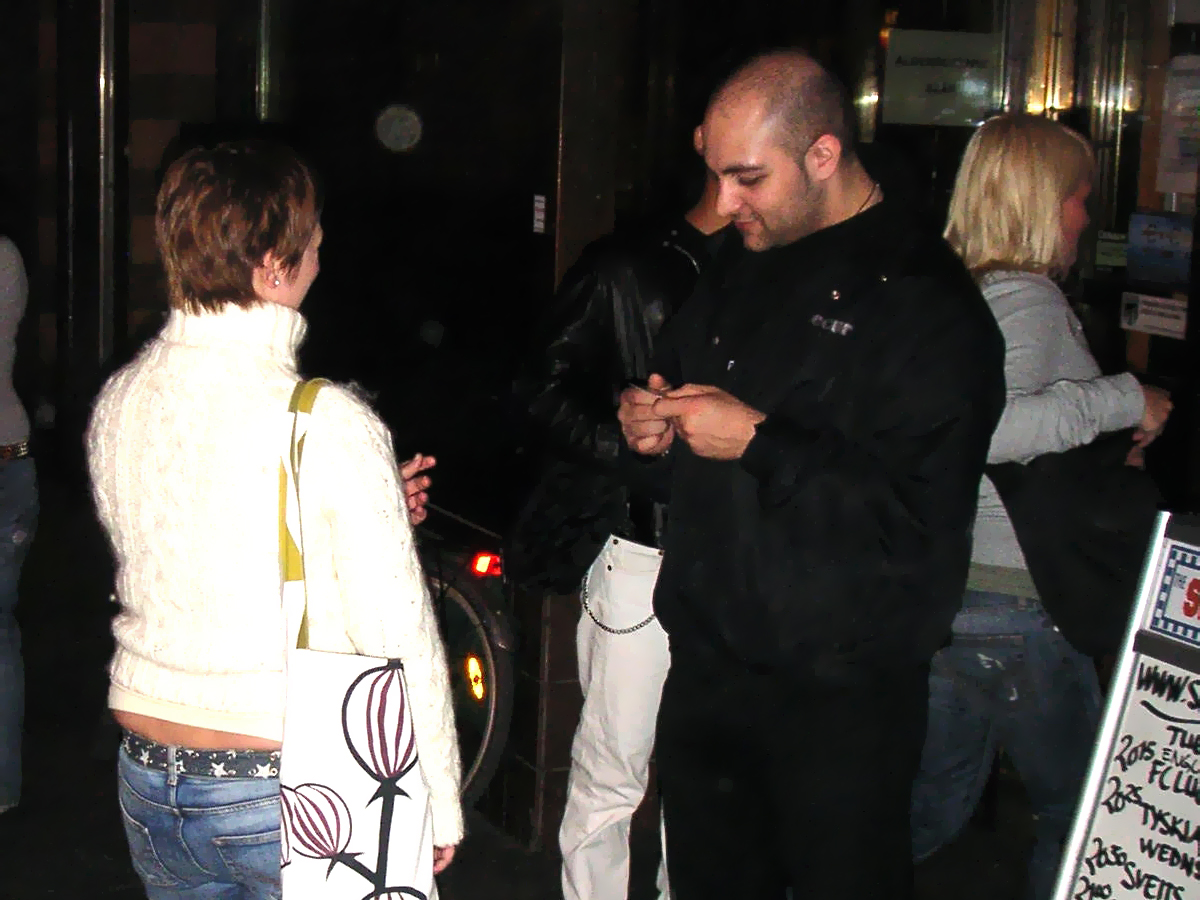
Охранник спортивного бара в Норвегии

Фейсконтро́ль (от англ. face «лицо» и контроль) — ограничение входа, выборочный отказ в обслуживании посетителей (клиентов), не удовлетворяющих определённым критериям. Отказ обычно производится путём недопущения входа неподходящих лиц силами охраны, часто по указанию специального работника — контролёра. В России эту функцию, как правило, осуществляет охранник, сотрудник ЧОП, но иногда — сам владелец заведения. Используется в США (например, в знаменитом нью-йоркском «Клубе-54»), Европе (на дискотеках в Куршевеле и во многих других местах), России и других странах бывшего Советского Союза.
Фейсконтроль чаще всего устанавливается развлекательными клубами, казино и ресторанами высокого уровня для недопущения лиц, в которых данные заведения не заинтересованы, также он применяется организаторами массовых мероприятий (например, концерта или дискотеки) в качестве меры по ограничению доступа на данные мероприятия лиц, способных помешать его проведению. В этих случаях задача фейсконтроля — обеспечить безопасность проводимого мероприятия за счёт тщательного подбора его участников.
К началу XXI века фейсконтроль вошёл в моду. Иногда его осуществляет владелец заведения или заказчик мероприятия. Российский бизнесмен Михаил Прохоров (самый богатый человек в России 2009 года) признался, что лично встречал на входе посетителей своих мероприятий, в частности, в течение 10 лет вплоть до 2008 года проводил фейсконтроль на дискотеках, которые проходили каждую зиму в клубе на горнолыжном курорте во французском Куршевеле.
Фейсконтроль может считаться формой дискриминации. Он не является таковой в случае, когда критерии входа строго установлены. Например, могут не допускаться лица в состоянии сильного алкогольного опьянения, не подходящие по возрасту или одежде.
Несмотря на английское происхождение первой части этого слова, оно не является заимствованным из английского языка, а является псевдоанглицизмом.

## В России

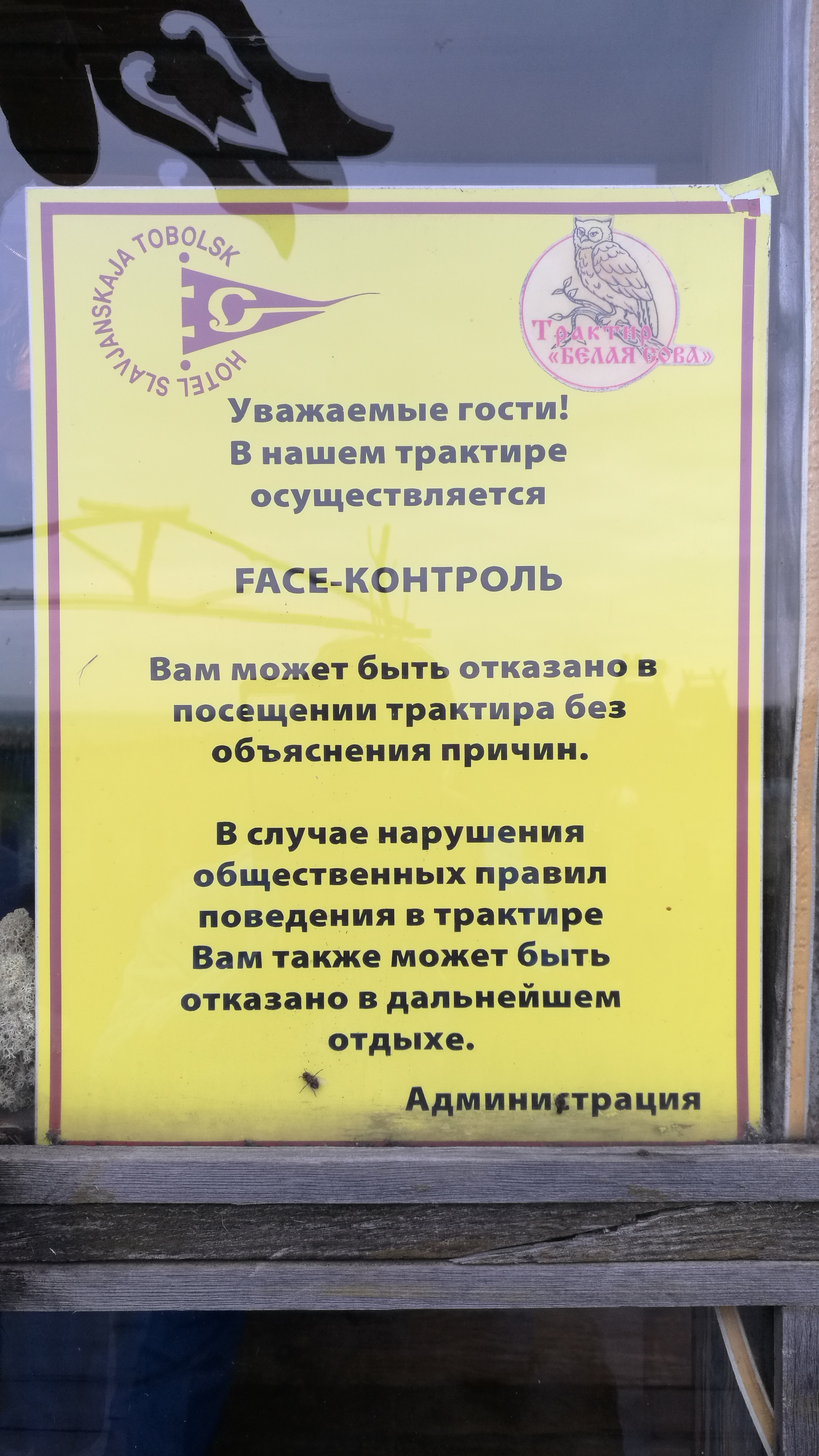
Предупреждение о фейсконтроле в ресторане. с. Абалак, Тобольский район, Тюменская область. 2021.

Фейсконтроль в ночных клубах Москвы впервые появился в середине 1990-х годов. В существовавших до этого времени (в начале 1990-х) первых ночных клубах взималась плата за вход и состав посетителей не ограничивался, что в результате приводило к криминализации этих заведений, последующему пристальному вниманию со стороны правоохранительных органов и закрытию. В клубах торговали наркотиками, среди гостей было немало людей, не скрывавших своего уголовного прошлого и настоящего, прямо на пороге заведений нередко совершались убийства. Введение фейсконтроля обуславливалось желанием владельцев новых клубов отсеять нежелательную публику. Одним из первых клубов, которые ввели фейсконтроль, был «Сохо» Андрея Деллоса и Антона Табакова, где вход был бесплатным, однако гостю могли отказать в посещении без объяснения причин. Появившийся в те же годы клуб «Титаник» также не взимал плату за вход, однако сотрудники клуба не пропускали внутрь некоторых посетителей, в частности, находившихся в состоянии сильного наркотического опьянения.
Следует, однако, иметь в виду, что по действующему законодательству РФ владелец клуба не вправе отказать во входе посетителям, даже если сам установит необходимые критерии для входа: он обязан принять каждого, если в этом есть возможность.